# STS-98
La STS-98 è una missione spaziale del Programma Space Shuttle.
La missione, che si agganciò alla Stazione spaziale internazionale (ISS), vide volare lo Space Shuttle Atlantis. L'obbiettivo fu di portare sulla stazione il modulo-laboratorio Destiny. Tutti gli obbiettivi della missione furono completati e la navetta poté atterrare alla base aerea di Edwards il 20 febbraio, dopo 12 giorni nello spazio, di cui 6 passati attaccati alla ISS.

## Equipaggio
- Comandante: Kenneth D. Cockrell (4)
- Pilota: Mark L. Polansky (1)
- Specialista di missione: Robert L. Curbeam (2)
- Specialista di missione: Thomas D. Jones (4)
- Specialista di missione: Marsha S. Ivins (5)

Tra parentesi il numero di voli spaziali completati da ogni membro dell'equipaggio, inclusa questa missione.

## Parametri della missione
- Massa:
  - Navetta al lancio: 115.529 kg
  - Navetta al rientro: 90.225 kg
  - Carico utile: 14.515 kg
- Perigeo: 365 km
- Apogeo: 378 km
- Inclinazione: 51,5°
- Periodo: 1 ora e 32 minuti

### Attracco con l'ISS
- Aggancio all'ISS: 9 febbraio 2001, 16:51:00 UTC
- Sgancio: 16 febbraio 2001, 14:05:50 UTC
- Durata dell'attracco: 6 giorni, 21 ore, 14 minuti e 50 secondi

### Passeggiate spaziali
- Jones e Curbeam  - EVA 1
  - Inizio EVA 1: 10 febbraio 2001 - 15:00 UTC
  - Fine EVA 1: 10 febbraio 2001 - 23:24 UTC
  - Durata: 8 ore e 24 minuti
- Jones e Curbeam  - EVA 2
  - Inizio EVA 2: 12 febbraio 2001 - 15:59 UTC
  - Fine EVA 2: 12 febbraio 2001 - 22:49 UTC
  - Durata: 6 ore e 50 minuti
- Jones e Curbeam  - EVA 3
  - Inizio EVA 3: 14 febbraio 2001 - 14:48 UTC
  - Fine EVA 3: 14 febbraio 2001 - 20:13 UTC
  - Durata: 5 ore e 25 minuti